# Dirka po Sloveniji
Dirka po Sloveniji je etapna UCI ProSeries kolesarska dirka, ki jo prirejajo od leta 1993. 
Od njenih amaterskih začetkov in bolj kot ne nepomembne lokalne dirke z skromno tekmovalno zasedbo, je dirka do danes prerasla in večkrat presegla svoje okvirje in postala veliko mednarodno tekmovanje drugega kakovostnega razreda svetovnega kolesarstva, takoj za svetovno serijo UCI World Tour.

## Zgodovina
Leta 1995 so na dirki prvič lahko sodelovali tudi profesionalci. Že takoj naslednje leto (1996) je bila dirka prvič organizirana pod okriljem UCI-5 kategorije, leta 2000 pa je napredovala do kategorije 2.5 po UCIju. Med leti 2005 in 2018 je dirka šla še razred višje do kategorije 2.1, kot del serije UCI Europe Tour.
Leta 2019 je dirka napredovala v kategorijo 2.HC še vedno sicer pod okriljem UCI Europe Tour.
Dirka je sicer že leta 2020 prestala prekategorizacijo in napredovala iz 2.HC v drugi svetovni kolesarski razred tekmovanja, novo ustanovljeno tekmovanje UCI ProSeries (takoj za svetovno kolesarsko serijo UCI World Tour), a je takrat zaradi koronavirusa odpadla. Tako je leta 2021 bila prvič tudi uradno izpeljana v tej seriji. Hkrati je v letih 2020 in 2021 istočasno štela tudi kot dirka po okriljem UCI Europe Tour. Od leta 2022 naprej pa samostojno le v tekmovanju UCI ProSeries.

## Zmagovalci
| Leto                                  | Prvi                                  | Drugi                             | Tretji                                   |
| ↓ Amaterska dirka ↓                   |                                       |                                   |                                          |
| 1993                                  | Boris Premužič (Slovenija)            | Srečko Glivar (Slovenija)         | Gorazd Štangelj (Slovenija)              |
| 1994                                  | Tobias Steinhauser (Nemčija)          | Boris Premužič (Slovenija)        | Sandi Papež (Slovenija)                  |
| ↓ Odprta polprofesionalna dirka ↓     |                                       |                                   |                                          |
| 1995                                  | Valter Bonča (Slovenija)              | Boris Premužič (Slovenija)        | Marco di Renzo (Italija)                 |
| ↓ UCI–5 dirka ↓                       |                                       |                                   |                                          |
| 1996                                  | Lorenzo Di Silvestro (Italija)        | Stefano Giraldi (Italija)         | Marco di Renzo (Italija)                 |
| 1997                                  | odpoved zaradi finančnih zapletov     | odpoved zaradi finančnih zapletov | odpoved zaradi finančnih zapletov        |
| 1998                                  | Branko Filip (Slovenija)              | Gorazd Štangelj (Slovenija)       | Pavel Šumanov (Bolgarija)                |
| 1999                                  | Timothy David Jones (Zimbabve)        | Tadej Valjavec (Slovenija)        | Stefano Panetta (Italija)                |
| ↓ UCI–2.5 dirka ↓                     |                                       |                                   |                                          |
| 2000                                  | Martin Derganc (Slovenija)            | Vladimir Miholjević (Hrvaška)     | Boris Premužič (Slovenija)               |
| 2001                                  | Faat Zakirov (Rusija)                 | Martin Derganc (Slovenija)        | Vladimir Miholjević (Hrvaška)            |
| 2002                                  | Jevgenij Petrov (Rusija)              | Dean Podgornik (Slovenija)        | Hannes Hempel (Avstrija)                 |
| 2003                                  | Mitja Mahorič (Slovenija)             | Jure Golčer (Slovenija)           | Andreas Matzbacher (Avstrija)            |
| 2004                                  | Mitja Mahorič (Slovenija)             | Aleksandr Kučinski (Belorusija)   | Matic Strgar (Slovenija)                 |
| ↓ UCI Europe Tour (2.1 dirka) ↓       |                                       |                                   |                                          |
| 2005                                  | Przemysław Niemiec (Poljska)          | Fortunato Baliani (Italija)       | Radoslav Rogina (Hrvaška)                |
| 2006                                  | Jure Golčer (Slovenija)               | Przemysław Niemiec (Poljska)      | Robert Kišerlovski (CRO)                 |
| 2007                                  | Tomaž Nose (Slovenija)                | Vincenzo Nibali (Italija)         | Andrea Noè (Italija)                     |
| 2008                                  | Jure Golčer (Slovenija)               | Franco Pellizotti (Italija)       | Robert Kišerlovski (Hrvaška)             |
| 2009                                  | Jakob Fuglsang (Danska)               | Tomaž Nose (Slovenija)            | Domenico Pozzovivo (Italija)             |
| 2010                                  | Vincenzo Nibali (Italija)             | Giovanni Visconti (Italija)       | Chris Anker Sørensen (Danska)            |
| 2011                                  | Diego Ulissi (Italija)                | Radoslav Rogina (Hrvaška)         | Robert Vrečer (Slovenija)                |
| 2012                                  | Jani Brajkovič (Slovenija)            | Domenico Pozzovivo (Italija)      | Kristijan Koren (Slovenija)              |
| 2013                                  | Radoslav Rogina (Hrvaška)             | Jan Polanc (Slovenija)            | Patrik Sinkewitz (Nemčija)               |
| 2014                                  | Tiago Machado (Portugalska)           | Ilnur Zakarin (Rusija)            | Matteo Rabotini (Italija)                |
| 2015                                  | Primož Roglič (Slovenija)             | Mikel Nieve (Španija)             | Jure Golčer (Slovenija)                  |
| 2016                                  | Rein Taaramäe (Estonija)              | Jack Haig (Avstralija)            | Jan Barta (Češka)                        |
| 2017                                  | Rafał Majka (Poljska)                 | Giovanni Visconti (Italija)       | Jack Haig (Avstralija)                   |
| 2018                                  | Primož Roglič (Slovenija)             | Rigoberto Urán (Kolumbija)        | Matej Mohorič (Slovenija)                |
| ↓ UCI Europe Tour (2.HC dirka) ↓      |                                       |                                   |                                          |
| 2019                                  | Diego Ulissi (Italija)                | Giovanni Visconti (Italija)       | Aleksander Vlasov (Rusija)               |
| ↓ UCI Europe Tour ↓ ↓ UCI ProSeries ↓ |                                       |                                   |                                          |
| 2020                                  | odpoved zaradi pandemije COVID-19     | odpoved zaradi pandemije COVID-19 | odpoved zaradi pandemije COVID-19        |
| 2021                                  | Tadej Pogačar (Slovenija)             | Diego Ulissi (Italija)            | Matteo Sobrero (Italija)                 |
| ↓ UCI ProSeries ↓                     |                                       |                                   |                                          |
| 2022                                  | Tadej Pogačar (Slovenija)             | Rafał Majka (Poljska)             | Domen Novak (Slovenija)                  |
| 2023                                  | Filippo Zana (Italija)                | Matej Mohorič (Slovenija)         | Diego Ulissi (Italija)                   |
| 2024                                  | Giovanni Aleotti (Italija)            | Pello Bilbao (Španija)            | Giulio Pellizzari (Italija)              |
| 2025                                  | Anders Halland Johannessen (Norveška) | Felix Großschartner (Avstrija)    | Tao Geoghegan Hart (Združeno kraljestvo) |

## Razvrstitve

### Trenutne barve dresov
| Skupno | Po točkah | Gorski cilji | Mladi kolesar |
| ------ | --------- | ------------ | ------------- |

### Vsi dobitniki vseh majic po letih
Majice v različnih razvrstitvah so skozi leta večkrat spreminjale svoje barve, ki so se ustalile pri barvah (zgoraj).
Izjemoma so podelili tudi roza majico za najboljšega Slovenca (1993) in svetlo modro majico za posebne Delove cilje (1996).
|      | Skupno                     | Po točkah            | Gorski cilji         | Mladi kolesar      | Ekipno                        | Leteči cilji         |
| Leto |                            |                      |                      |                    |                               |                      |
| 1993 | Boris Premužič             | Boštjan Mervar       | Gianluca Pianegonda  | Gorazd Štangelj    | Slovenija 1                   | Boštjan Mervar       |
| 1994 | Tobias Steinhauser         | Tobias Steinhauser   | Tobias Steinhauser   | Branko Filip       | Slovenija                     | Jens Lehmann         |
| 1995 | Valter Bonča               | Luca Pavanello       | Marco Di Renzo       | Sergej Autko       | Italija                       | Frank Høj            |
| Leto |                            |                      |                      |                    |                               |                      |
| 1996 | Lorenzo Di Silvestro       | Lorenzo Di Silvestro | Alexander Vinokourov | Tadej Valjavec     | Cantina Tollo–CoBo            | Alexander Vinokourov |
| Leto |                            |                      |                      |                    |                               |                      |
| 1998 | Branko Filip               | Andrej Hauptman      | Igor Kranjec         | Mitja Mahorič      | KRKA-Telekom Slovenije        | Igor Kranjec         |
| Leto |                            |                      |                      |                    |                               |                      |
| 1999 | Timothy Jones              | Gabriele Balducci    | Martin Derganc       | Tadej Valjavec     | KRKA-Telekom Slovenije        | Martin Derganc       |
| Leto |                            |                      |                      |                    |                               |                      |
| 2000 | Martin Derganc             | Mitja Mahorič        | Mitja Mahorič        | Matej Gnezda       | KRKA-Telekom Slovenije        | Uroš Murn            |
| 2001 | Faat Zakirov               | Faat Zakirov         | Matej Marin          | Filippo Baldo      | Amore & Vita–Beretta          | Radoslav Rogina      |
| 2002 | Jevgenij Petrov            | Jevgenij Petrov      | Dean Podgornik       | Patrik Sinkewitz   | Mapei–Quick-Step              | Hannes Hempel        |
| 2003 | Mitja Mahorič              | Boštjan Mervar       | Christian Heule      | Andreas Matzbacher | Team Macandina                | Aldo Ino Ilešič      |
| 2004 | Mitja Mahorič              | Matic Strgar         | Matic Strgar         | Matic Strgar       | Krka Novo mesto               | Jonas Ljungblad      |
| Leto |                            |                      |                      |                    |                               |                      |
| 2005 | Przemysław Niemiec         | Ruggero Marzoli      | Przemysław Niemiec   | Janez Brajkovič    | Miche                         | brez podelitve       |
| 2006 | Jure Golčer                | Borut Božič          | Matej Gnezda         | Robert Kišerlovski | Adria Mobil                   | brez podelitve       |
| 2007 | Tomaž Nose                 | Vincenzo Nibali      | Gabriele Bosisio     | Simon Špilak       | Liquigas                      | brez podelitve       |
| 2008 | Jure Golčer                | Enrico Rossi         | Mitja Mahorič        | Robert Kišerlovski | Perutnina Ptuj                | brez podelitve       |
| 2009 | Jakob Fuglsang             | Jakob Fuglsang       | Jakob Fuglsang       | Blaž Furdi         | Team Saxo Bank                | brez podelitve       |
| 2010 | Vincenzo Nibali            | Grega Bole           | Stéphane Rossetto    | Blaž Furdi         | Team Saxo Bank                | brez podelitve       |
| 2011 | Diego Ulissi               | Robert Vrečer        | Diego Ulissi         | Diego Ulissi       | Loborika Favorit Team         | brez podelitve       |
| Leto |                            |                      |                      |                    |                               |                      |
| 2012 | Janez Brajkovič            | Simone Ponzi         | Preben Van Hecke     | Jan Polanc         | Loborika Favorit Team         | brez podelitve       |
| Leto |                            |                      |                      |                    |                               |                      |
| 2013 | Radoslav Rogina            | Brett Lancaster      | Radoslav Rogina      | Jan Polanc         | Adria Mobil                   | brez podelitve       |
| Leto |                            |                      |                      |                    |                               |                      |
| 2014 | Tiago Machado              | Michael Matthews     | Klemen Štimulak      | Simon Yates        | Bardiani–CSF                  | brez podelitve       |
| 2015 | Primož Roglič              | Salvatore Puccio     | Mauro Finetto        | Domen Novak        | Adria Mobil                   | brez podelitve       |
| 2016 | Rein Taaramäe              | Jack Haig            | Jan Tratnik          | Egan Bernal        | Androni Giocattoli–Sidermec   | brez podelitve       |
| Leto |                            |                      |                      |                    |                               |                      |
| 2017 | Rafał Majka                | Sam Bennett          | Rafał Majka          | Tadej Pogačar      | Nippo–Vini Fantini            | brez podelitve       |
| 2018 | Primož Roglič              | Simone Consonni      | Fausto Masnada       | Tadej Pogačar      | Team Sunweb                   | brez podelitve       |
| 2019 | Diego Ulissi               | Luka Mezgec          | Aleksander Vlasov    | Tadej Pogačar      | UAE Team Emirates             | brez podelitve       |
| 2021 | Tadej Pogačar              | Matej Mohorič        | Tadej Pogačar        | Kristjan Hočevar   | UAE Team Emirates             | brez podelitve       |
| 2022 | Tadej Pogačar              | Tadej Pogačar        | Rafał Majka          | Vojtěch Řepa       | Caja Rural–Seguros RGA        | brez podelitve       |
| 2023 | Filippo Zana               | Ide Schelling        | Samuele Zoccarato    | Raúl García Pierna | Equipo Kern Pharma            | brez podelitve       |
| 2024 | Giovanni Aleotti           | Giovanni Aleotti     | Davide Baldaccini    | Giulio Pellizzari  | VF Group–Bardiani–CSF–Faizanè | brez podelitve       |
| 2025 | Anders Halland Johannessen | Fabio Christen       | Fabio Christen       | Jakob Omrzel       | VF Group–Bardiani–CSF–Faizanè | brez podelitve       |